# Tế bào Vero

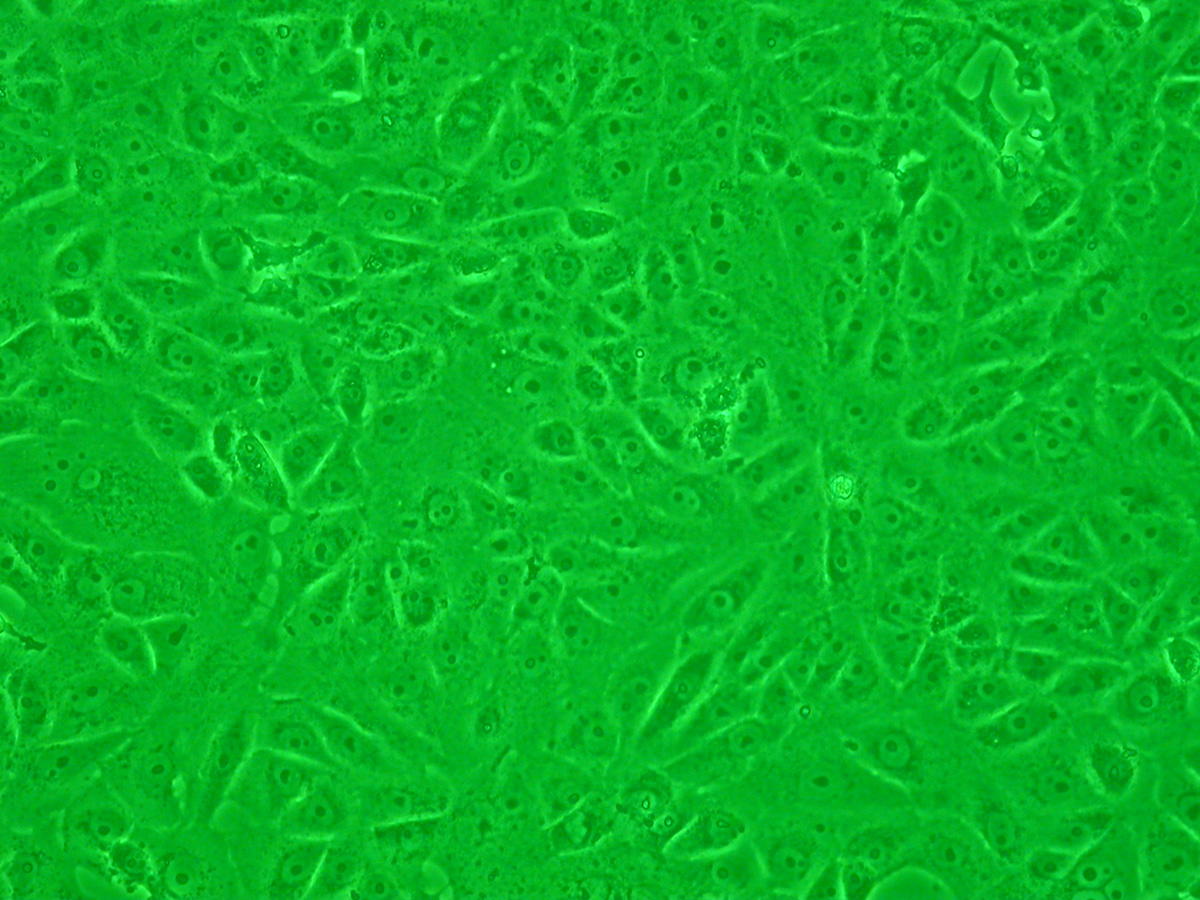
Hình ảnh hiển vi tương phản pha của các tế bào Vero. (dưới ánh sáng xanh. Độ phóng đại 100 lần.)

Các tế bào Vero (tiếng Anh: Vero cell) là một dòng các tế bào được sử dụng trong nuôi cấy tế bào. Dòng dõi 'Vero' được phân lập từ các tế bào biểu mô thận được chiết xuất từ một con khỉ xanh châu Phi. Dòng dõi được phát triển vào ngày 27 tháng 3 năm 1962, bởi Yasumura và Kawakita tại Đại học Chiba ở Chiba, Nhật Bản. Dòng tế bào ban đầu được đặt tên là " Vero " theo tên viết tắt của verda reno, có nghĩa là "thận xanh" trong Esperanto, trong khi bản thân vero có nghĩa là "sự thật" trong Quốc tế ngữ.

## Nét đặc trưng
Dòng tế bào Vero là liên tục và aneuploid, có nghĩa là nó có số lượng nhiễm sắc thể bất thường. Một dòng tế bào liên tục có thể được sao chép qua nhiều chu kỳ phân chia và không trở thành lão hóa. Các tế bào Vero là interferon -deficient; Không giống như các tế bào của động vật có vú bình thường, chúng không tiết ra interferon alpha hoặc beta khi bị nhiễm virus. Tuy nhiên, chúng vẫn có thụ thể Interferon-alpha / beta, vì vậy chúng phản ứng bình thường khi interferon tái tổ hợp được thêm vào môi trường nuôi cấy của chúng.
Toàn bộ trình tự bộ gen của một dòng tế bào Vero được xác định bởi các nhà điều tra Nhật Bản vào năm 2014. Nhiễm sắc thể 12 của các tế bào Vero có sự xóa bỏ đồng hợp tử ~ 9 Mb, gây ra sự mất cụm gen interferon loại I và các chất ức chế kinase phụ thuộc cyclin CDKN2A và CDKN2B trong bộ gen. Mặc dù khỉ xanh châu Phi trước đây được phân loại là Cercopithecus aethiops, chúng đã được đặt trong chi Chlorocebus, bao gồm một số loài. Phân tích bộ gen chỉ ra rằng dòng tế bào Vero có nguồn gốc từ một nữ Chlorocebus sabaeus.

## Sử dụng trong nghiên cứu
Các tế bào Vero được sử dụng cho nhiều mục đích, bao gồm:
- sàng lọc độc tố của Escherichia coli, đầu tiên được đặt tên là "độc tố Vero" sau dòng tế bào này, và sau đó được gọi là " độc tố giống Shiga " do sự giống nhau của nó với độc tố Shiga phân lập từ Shigella dysenteriae [6]
- làm tế bào chủ để phát triển virus; ví dụ, để đo lường sự nhân lên trong sự hiện diện hay vắng mặt của một dược phẩm nghiên cứu, thử nghiệm cho sự hiện diện của virus dại hay sự tăng trưởng của cổ phiếu virus cho mục đích nghiên cứu
- làm tế bào chủ cho ký sinh trùng nhân chuẩn, đặc biệt là trypanosomatids

## Dây chuyền
Phân lập từ thận C. aethiops vào ngày 27 tháng 3 năm 1962
- Vero 76 (ATCC số CRL-1587 Lưu trữ ngày 11 tháng 2 năm 2012 tại Wayback Machine)

Được phân lập từ Vero vào năm 1968, nó phát triển đến mật độ bão hòa thấp hơn (các ô trên một đơn vị diện tích) so với Vero ban đầu. Nó rất hữu ích để phát hiện và đếm số virus sốt xuất huyết bằng các xét nghiệm mảng bám.
- Vero E6, còn được gọi là Vero C1008 (ATCC số CRL-1586 Lưu trữ ngày 11 tháng 2 năm 2012 tại Wayback Machine)

Dòng này là một bản sao từ Vero 76. Các tế bào Vero E6 cho thấy một số ức chế tiếp xúc, vì vậy rất phù hợp để nhân giống các virus nhân lên từ từ.
- Các chủng nghiên cứu đã được thay đổi gen của virus:

Vero F6 là một tế bào được thay thế bằng gen mã hóa protein nhập vào HHV-1 glycoprotein -H (gH). Vero F6 đã được truyền qua một plasmid được liên kết với gen gH sau khi một bản sao của vùng quảng bá glycoprotein-D (gD) HHV-1. Trong dòng dõi Vero F6, biểu hiện của gH nằm dưới sự kiểm soát của vùng quảng bá của gD. (Cũng F6B2; obs. F6B1.1)

## Giới thiệu
1. ↑  History and Characterization of the Vero Cell Line -- A Report prepared by CDR Rebecca Sheets, Ph.D., USPHS CBER/OVRR/DVRPA/VVB for the Vaccines and Related Biological Products Advisory Committee Meeting to be held on ngày 12 tháng 5 năm 2000 OPEN SESSION www.fda.gov pdf
2. ↑  Yasumura Y, Kawakita M (1963). "The research for the SV40 by means of tissue culture technique". Nippon Rinsho. Quyển 21 số 6. tr. 1201–1219.
3. ↑  Shimizu B (1993). Seno K, Koyama H, Kuroki T (biên tập). Manual of selected cultured cell lines for bioscience and biotechnology (bằng tiếng Nhật). Tokyo: Kyoritsu Shuppan. tr. 299–300. ISBN 978-4-320-05386-1.
4. ↑  "Main Types of Cell Culture". Fundamental Techniques in Cell Culture: a Laboratory Handbook. Truy cập ngày 28 tháng 9 năm 2006.
5. ↑  Desmyter J, Melnick JL, Rawls WE (tháng 10 năm 1968). "Defectiveness of Interferon Production and of Rubella Virus Interference in a Line of African Green Monkey Kidney Cells (Vero)". J. Virol. Quyển 2 số 10. tr. 955–61. PMC 375423. PMID 4302013.
6. 1 2  Osada N, Kohara A, Yamaji T, Hirayama N, Kasai F, Sekizuka T, Kuroda M, Hanada K (2014). "The genome landscape of the African green monkey kidney-derived Vero cell line". DNA Research. Quyển 21 số 6. tr. 673–83. doi:10.1093/dnares/dsu029. PMC 4263300. PMID 25267831.
7. ↑  Haus T, Akom E, Agwanda B, Hofreiter M, Roos C, Zinner D (tháng 4 năm 2013). "Mitochondrial diversity and distribution of African green monkeys (chlorocebus gray, 1870)". Am. J. Primatol. Quyển 75 số 4. tr. 350–60. doi:10.1002/ajp.22113. PMC 3613741. PMID 23307319.
8. ↑  Forrester A, Farrell H, Wilkinson G, Kaye J, Davis-Poynter N, Minson T (tháng 1 năm 1992). "Construction and properties of a mutant of herpes simplex virus type 1 with glycoprotein H coding sequences deleted". J. Virol. Quyển 66 số 1. tr. 341–8. PMC 238293. PMID 1309250.